# Mark Gray (Skilangläufer)
Mark Gray (* 12. November 1967 in Melbourne) ist ein ehemaliger australischer Skilangläufer. 

## Werdegang
Gray lernte im Alter von zehn Jahren, nachdem er mit seiner Familie nach Mount Beauty zog, das Skifahren und nahm ab Mitte der 1980er bis 1994 an Rennen des Skilanglauf-Weltcups teil. Dabei erreichte er keine Platzierungen in den Punkterängen. Bei den nordischen Skiweltmeisterschaften 1987 in Oberstdorf in Erscheinung belegte er den 64. Platz über 15 km klassisch sowie den 16. Rang mit der Staffel und bei den nordischen Skiweltmeisterschaften 1991 im Val di Fiemme den 66. Platz über 15 km Freistil. Zwei Jahre später lief er bei den nordischen Skiweltmeisterschaften in Falun auf den 66. Platz über 30 km klassisch, auf den 54. Rang über 50 km Freistil und auf den 17. Platz mit der Staffel. Letztmals international startete er im folgenden Jahr bei den Olympischen Winterspielen in Lillehammer. Dort belegte er den 67. Platz über 10 km klassisch, den 66. Rang in der Verfolgung, den 61. Platz über 30 km Freistil und den 59. Rang über 50 km klassisch. Sein Bruder Paul Gray nahm im Skilanglauf an den Olympischen Winterspielen 1992 in Albertville und an den Olympischen Winterspielen 1998 in Nagano teil. Nach seiner Karriere wurde er zunächst Lehrer an einer Mädchenschule und arbeitete danach als stellvertretender Schulleiter der Mädchenschule in Victoria.

## Teilnahmen an Weltmeisterschaften und Olympischen Winterspielen

### Olympische Spiele
- 1994 Lillehammer: 59. Platz 50 km klassisch, 61. Platz 30 km Freistil, 66. Platz 15 km Verfolgung, 67. Platz 10 km klassisch

### Nordische Skiweltmeisterschaften
- 1987 Oberstdorf: 16. Platz Staffel, 64. Platz 15 km klassisch
- 1991 Val di Fiemme: 66. Platz 15 km Freistil
- 1993 Falun: 17. Platz Staffel, 54. Platz 50 km Freistil, 66. Platz 30 km klassisch